# The Pains of Sleep
The Pains of Sleep (englisch Die Schmerzen des Schlafes) ist eine EP der belgischen Funeral-Doom-Band Pantheist. Die EP wurde vor dem zweiten Album aufgenommen und im November 2015, wenige Monate auf Amartia folgend veröffentlicht.

## Geschichte
Mit dem Umzug des Bandkopfes Kostas Panagiotou von Belgien nach Großbritannien im Jahr 2004 reformierte sich die Band. Aus der Besetzung des Debüts waren Sänger und Keyboarder Kostas Panagiotou sowie der Gitarrist Nicolas Tambuyser verblieben. Als Bassist brachte sich der neu hinzugezogene Mark Bodossian ein, als ergänzender Sänger Andy Semmens, als Gitarrist Ilia Rodriguez und als Schlagzeuger Sterghios Moschos. Gemeinsam nahm diese Besetzung das Album Amartia sowie die EP The Pains of Sleep auf.
Ebenso wie das Album Amartia nahm Pantheist die neuen Stücke The Pains of Sleep und Pavor Nocturnus in den von Robert John Godfrey unterhaltenen The Lodge Studios in Northampton auf. The Pains of Sleep ist eine Vertonung des gleichnamigen Gedichtes von Samuel Taylor Coleridge. Das elfminütige Titelstück begann lose als Anlehnung an Monty Pythons Always Look on the Bright Side of Life und wurde später als das Herzstück der EP wahrgenommen.
Während die Band das Album im Oktober 2004 aufnahm, spielten die Musiker die Stücke der EP im Juli 2005 ein. Das Cover des Katatonia-Stücks For Funerals to Come wurde in den Priory Recording Studios in Royal Sutton Coldfield eingespielt. Das Demo 1000 Years stammt noch aus der Zeit der Band in Belgien und wurde im Heimstudio Templa Libitina von Stijn van Cauter in Erembodegem aufgenommen und für die Veröffentlichung einem Remastering unterzogen. Das gesamte Mastering übernahm der Tontechniker Arkady Navaho in den Moskauer Navahohut Sound Studios.

## Albuminformationen

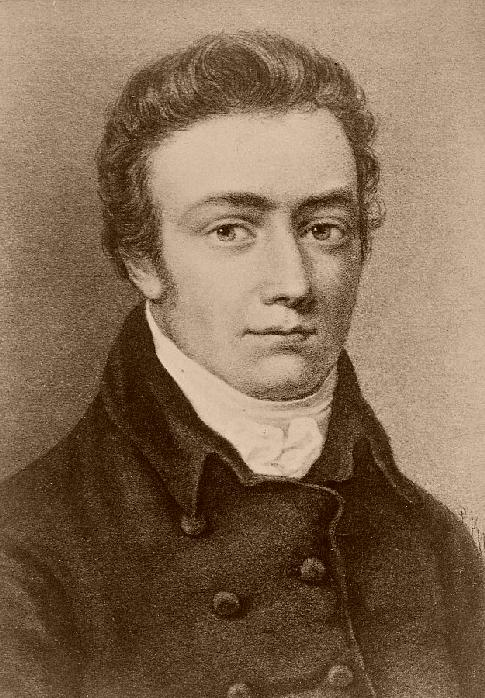
Der britische Vertreter der Romantik Samuel Taylor Coleridge schrieb The Pains of Sleep im Jahr 1803. Das lyrische Ich berichtet von mehreren quälenden Albträume und formuliert die Frage warum er dies Leid ertragen muss. Das Gedicht schließt mit dem Wunsch geliebt zu werden und zu lieben.

Veröffentlicht wurde The Pains of Sleep über das russische Label Serpent’s Lair Productions im November 2005 mit 9 Titeln und einer Spieldauer von 1:02:06 Stunden. Neben dem Katatonia-Cover For Funerals to Come enthielt die EP die beiden neuen Stücke The Pains of Sleep und Pavor Nocturnus, die remasterte Version des Demos 1000 Years und ein Video des Live gespielten Stücks Envy Us. Das Titelstück The Pains of Sleep wurde im Jahr 2015 einer Neuauflage des Debüt O Solitude als Bonusstück hinzugefügt.

### Stil
Während die Band sich auf Amartia einem Konzeptalbum widmete, entwickelt sie auf The Pains of Sleep progressives Interesse weiter. Dennoch erweist sich die EP als Vertraut für jene die Pantheist bereits zuvor gehört haben. Die Musik bleibe ein „deprimierter“, „erschöpfender“ und „zerreißender“ Funeral Doom mit ausgeprägten Einsatz des Klangs von Kirchenorgeln und Chorälen. Die sakralen Elemente werden um Klaviermelodien, schweres und langsames Riffing sowie eine „imposante“ Rhythmusgruppe ergänzt. Dem Choral gegenüber wird ein tiefes gutturales Growling und „kraftvoller Gesang, der Trauer und Bitterkeit“ transportiert genutzt.

### Titelliste
1. The Pains of Sleep: 11:24
2. Pavor Nocturnus: 14:05
3. For Funerals to Come: 03:38
4. Intro: 02:37
5. Time: 07:24
6. Lust: 04:55
7. Envy Us: 07:55
8. Liefde voor niemand: 04:03
9. 1000 Years: 06:05
10. Videodatei: Envy Us (live)

## Wahrnehmung
The Pains of Sleep erhielt nur wenig Resonanz, wurde allerdings als „eine der frommsten Kompositionen“ mit „überwältigenden Kirchgesängen, die die Seele reinigen“ im gesamten Funeral Doom gelobt. Insbesondere das Titelstück sei „eine gewaltige, kriechende, verzweifelt feierliche Angelegenheit“. Der Höhepunkt dieses Stücks sei dabei „das kraftvoll tiefe Growling“, das sich als so hochwertig erweise, wie es dem Genre nur möglich sein kann.